# Mosquée du Vendredi de Boroudjerd
La mosquée du vendredi de Boroudjerd (en dialecte de Boroudjerd : maččed jomma) est un monument architectural historique de la ville de Boroudjerd, dans la province ce Lorestan en Iran. C'est l'une des plus anciennes mosquées de la ville. Elle date du deuxième et troisième siècle de l'Hégire (IXe siècle apr. J.-C.) et est située dans le quartier de Koui Doudanghe. La mosquée est reprise dans la Liste des monuments nationaux d'Iran sous le no 128.

## Histoire

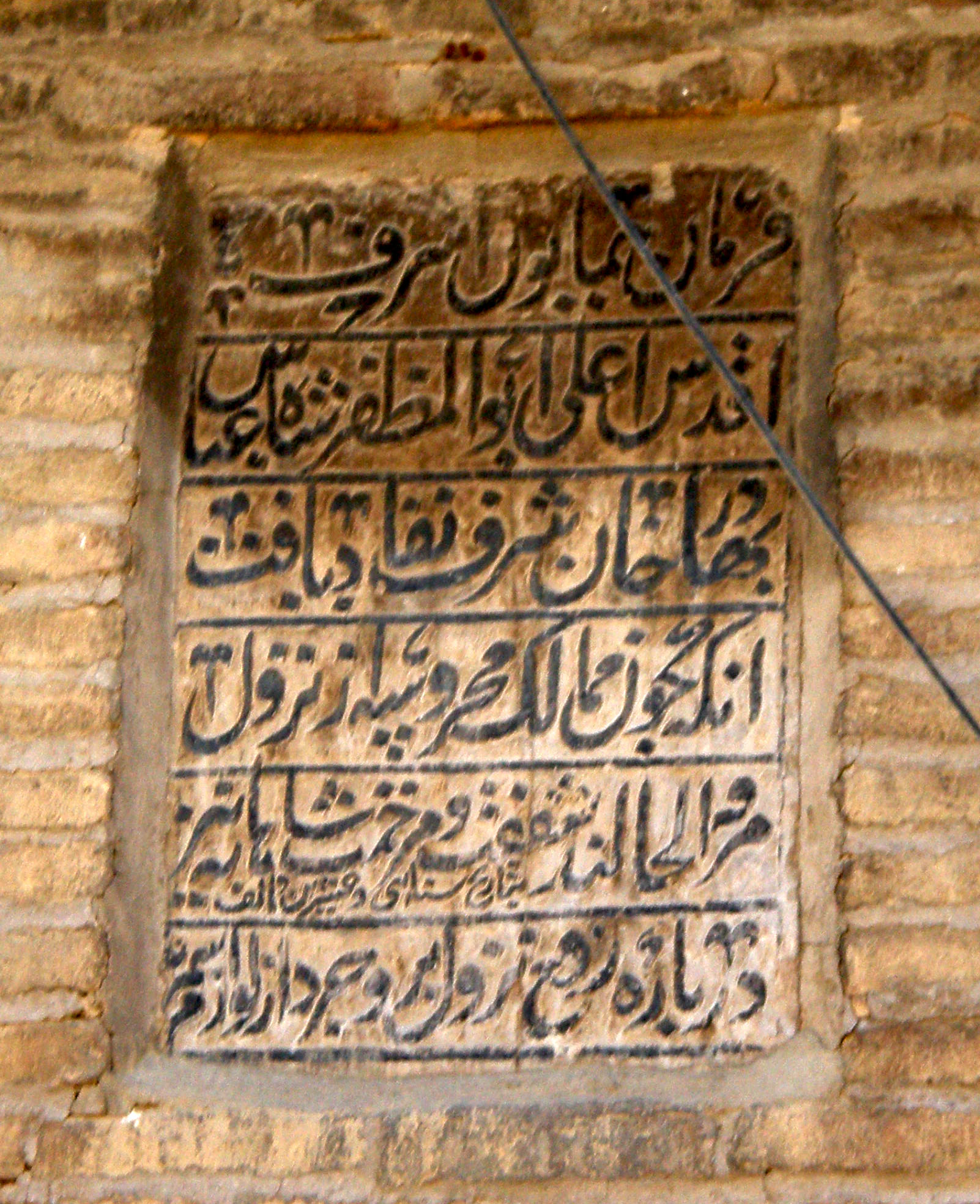
Épigraphie sous Abbas Ier le Grand.

La mosquée du vendredi de Boroudjerd a été édifiée à l'origine, au troisième siècle de l'Hégire (IXe siècle apr. J.-C.), sur un ancien temple du feu. Les musulmans, dans de nombreuses villes d'Iran réutilisaient ces temples pour en refaire des lieux de prière c'est-à-dire, dans l'islam, des mosquées,. La construction a commencé sous le règne de Abu Dulaf al-Ijli (en) entre 150 et 226 de l'Hégire sous la direction de son ministre Hamouya ou Hamouta Ben Ali burjordi. En raison de sa longue histoire (douze siècles), la mosquée a souvent subi des dommages et a du être reconstruite à plusieurs reprises. Diverses preuves provenant des inscriptions sur les bâtiments attestent que ces reconstructions ont eu lieu durant les périodes Seldjoukides (XIe siècle au XIIIe siècle), Séfévides (XVIe siècle au XVIIe siècle) et de l'Empire kadjar (XIXe siècle) et notamment durant les années 1022, 1069, 1092 et 1209 de l'Hégire.
Les traces de datation sont multiples. Un décret du Séfévide Abbas II est affiché au-dessus de l'entrée ouest et est daté de l'an 1022 de l'Hégire. Un chronogramme sur le minbar sous le dôme renseigne l'année 1069 de l'Hégire. Une des portes d'accès au dôme renseigne l'année 1092. Deux tablettes de pierre sr les côtés du porche de la mosquée sont datées de 1209 de l'Hégire.
Hamouta bon Ali burjordi, ministre du gouvernement de la ville de Bouroudjerd sous le règne d'Abu Dulaf al-Ijli est le premier fondateur de la mosquée. Plus tard, Taqi Khan Razani burjordi et Haj Suleiman Kashi ont fait réaliser des parties supplémentaires.    
La partie la plus ancienne de la mosquée est le dôme principal. D'autres annexes ont été ajoutées au cours des siècles. Depuis le IIIe siècle jusqu'au XIe siècle de l'Hégire, elle a fait l'objet de restaurations et de réparations. Son ère de prospérité correspond à la période Seljoukides  (XIe siècle au XIIIe siècle). Le sol du bâtiment sous dôme a été élevé jusqu'à son niveau actuel en construisant des colonnes, des arcs, des voûtes en briques. Plus tard ces éléments sous le dôme ont été détruits et comblés au début du XIIe siècle de l'Hégire.

## Architecture

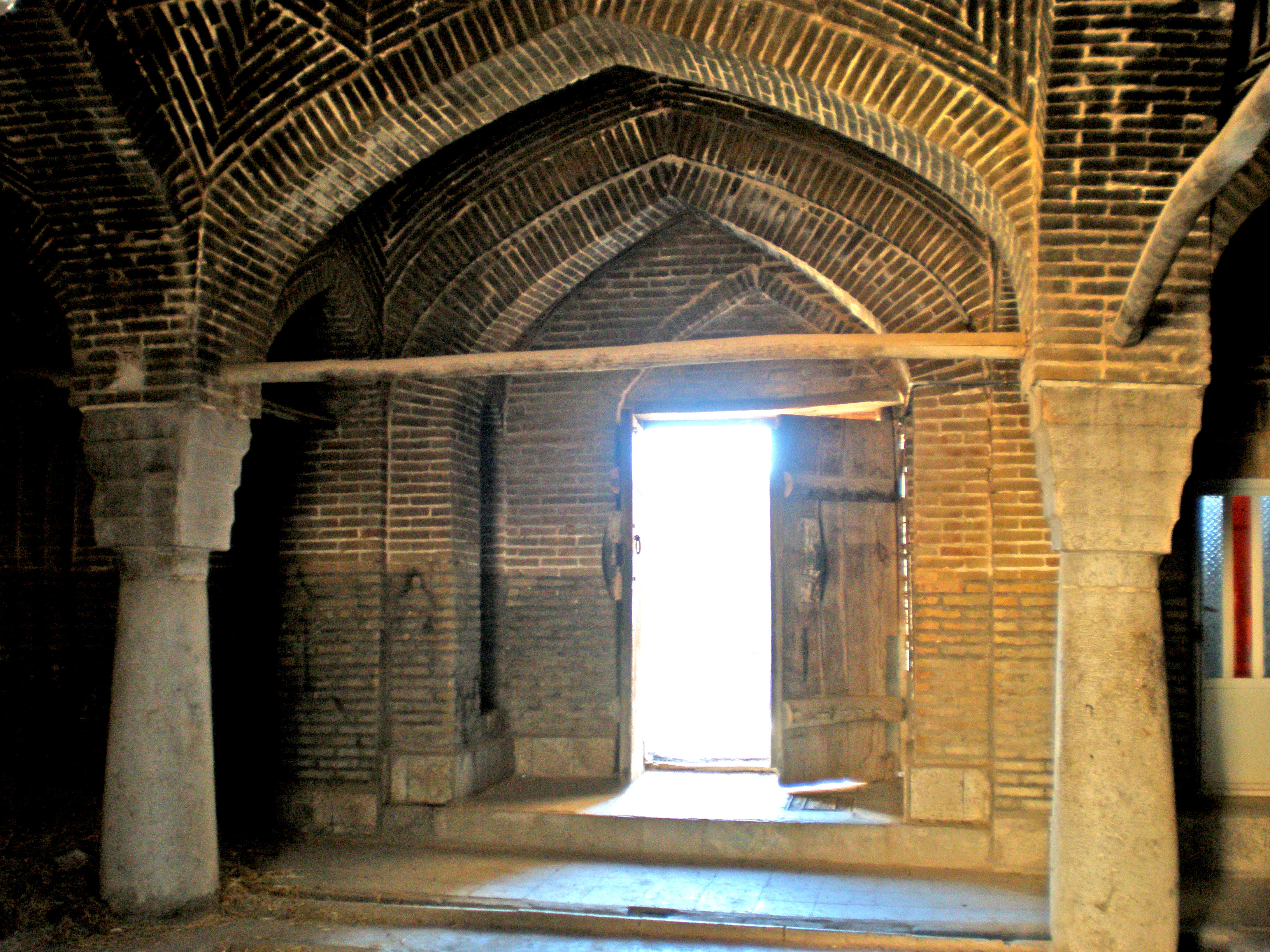
Intérieur de la maison d'hôtes de la mosquée.

L'architecture de la mosquée de Boroudjerd est unique et est l'un des chefs-d'œuvre historique de l'architecture islamique en Iran. Elle intègre des éléments de l'architecture sassanide (en). L'accès à la cour principale peut se faire par deux portes, l'une à l'ouest et l'autre à l'est. Le dôme se trouve au sud ainsi que le porche principal. La nef de la mosquée se trouve à une hauteur inférieure à celle des autres parties, ce qui crée une atmosphère plus fraîche en été. Le porche sud est flanqué de deux minarets qui ont été construits plus tardivement. C'est la Dynastie Zand, les Séfévides et l'Empire kadjar qui ont effectué les restaurations les plus importantes à l'édifice et y ont ajouté des pièces nouvelles. 

## Minbar

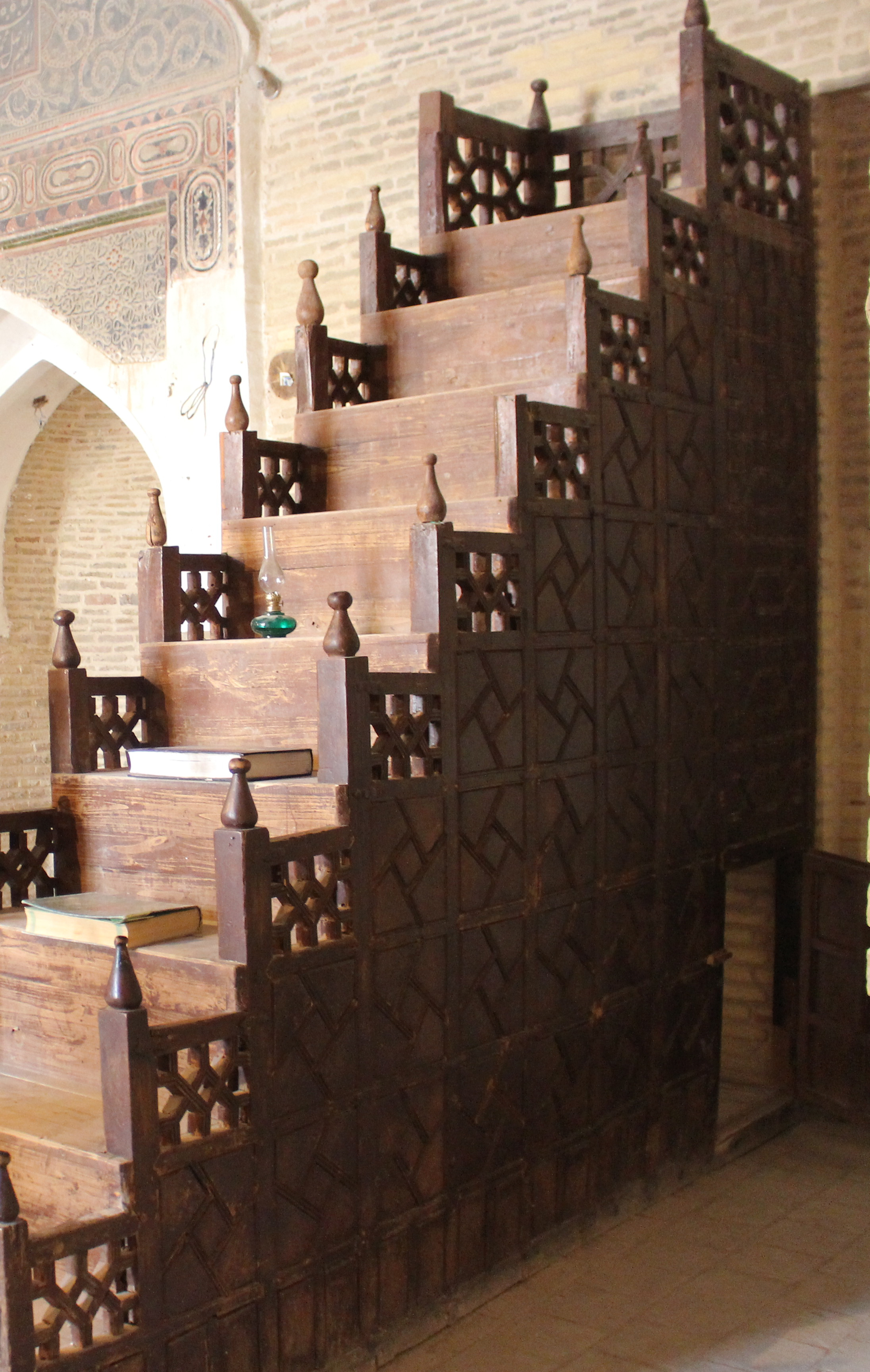
Minbar de la mosquée de Boroudjerd

Le minbar en bois est l'une des principales attractions de la mosquée.   

## Destruction
La mosquée a connu plusieurs guerres dont la Guerre Iran-Irak de 1980 à 1988 durant laquelle l'aviation a provoqué de lourds dégâts par les bombardements. Le tremblement de terre de 2006 (en) a provoqué de gros dégâts également.

## Galerie

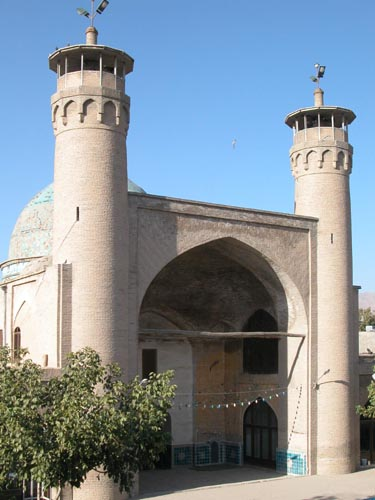
Mosquée de Boroudjerd.
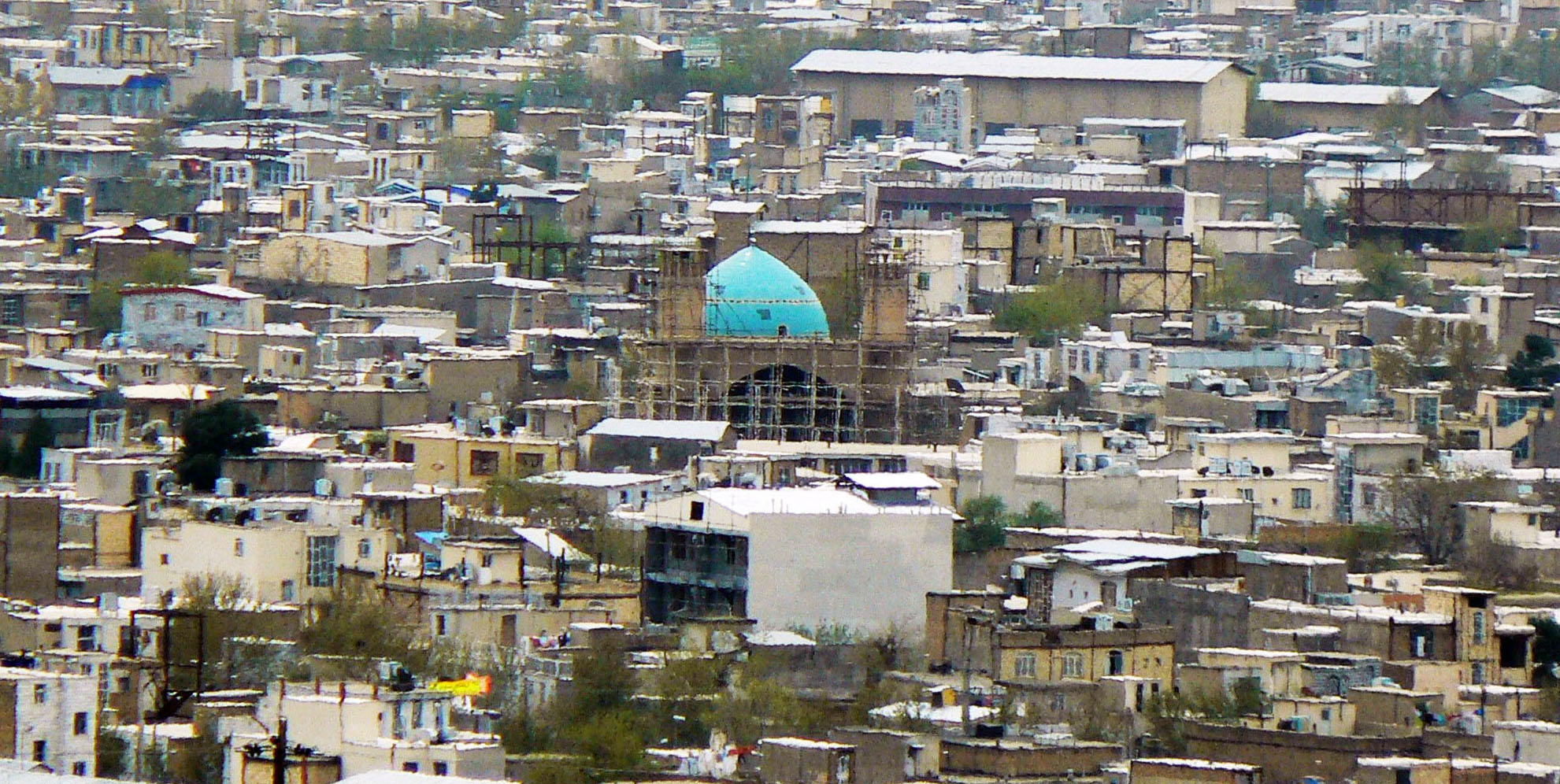
Vue de la mosquée dans son environnement urbain.
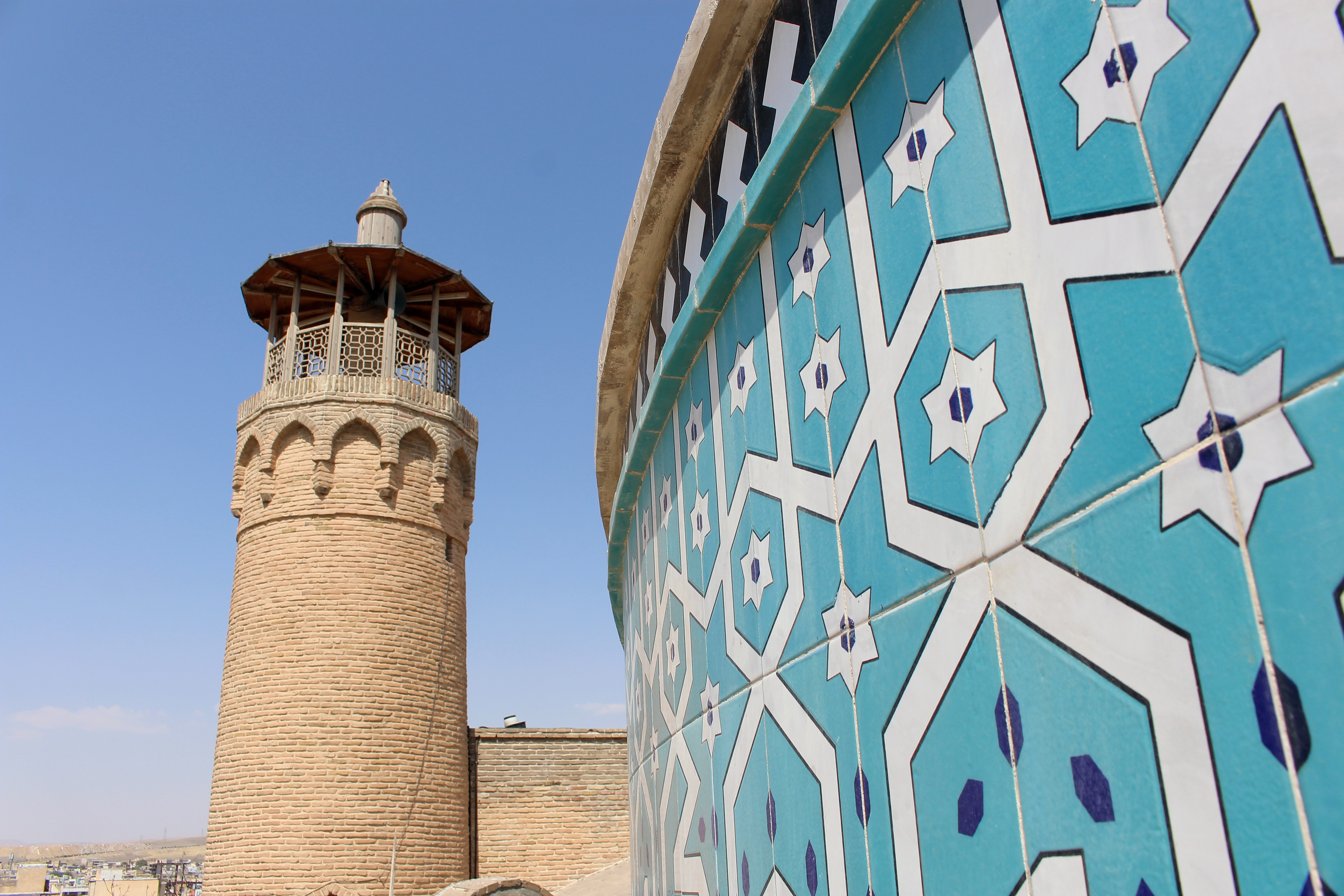
Le dôme et un minaret.
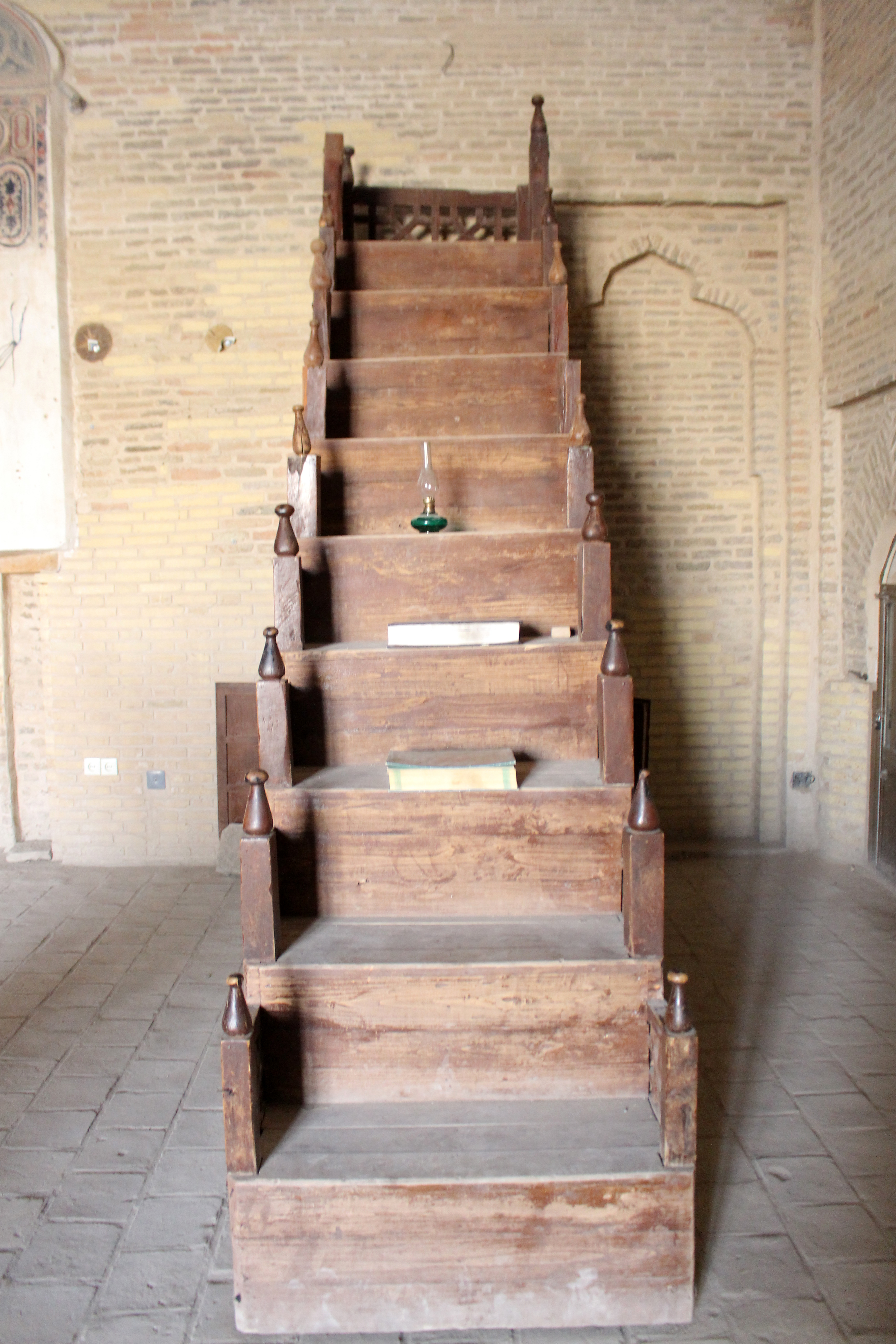
Le minbar de la mosquée.
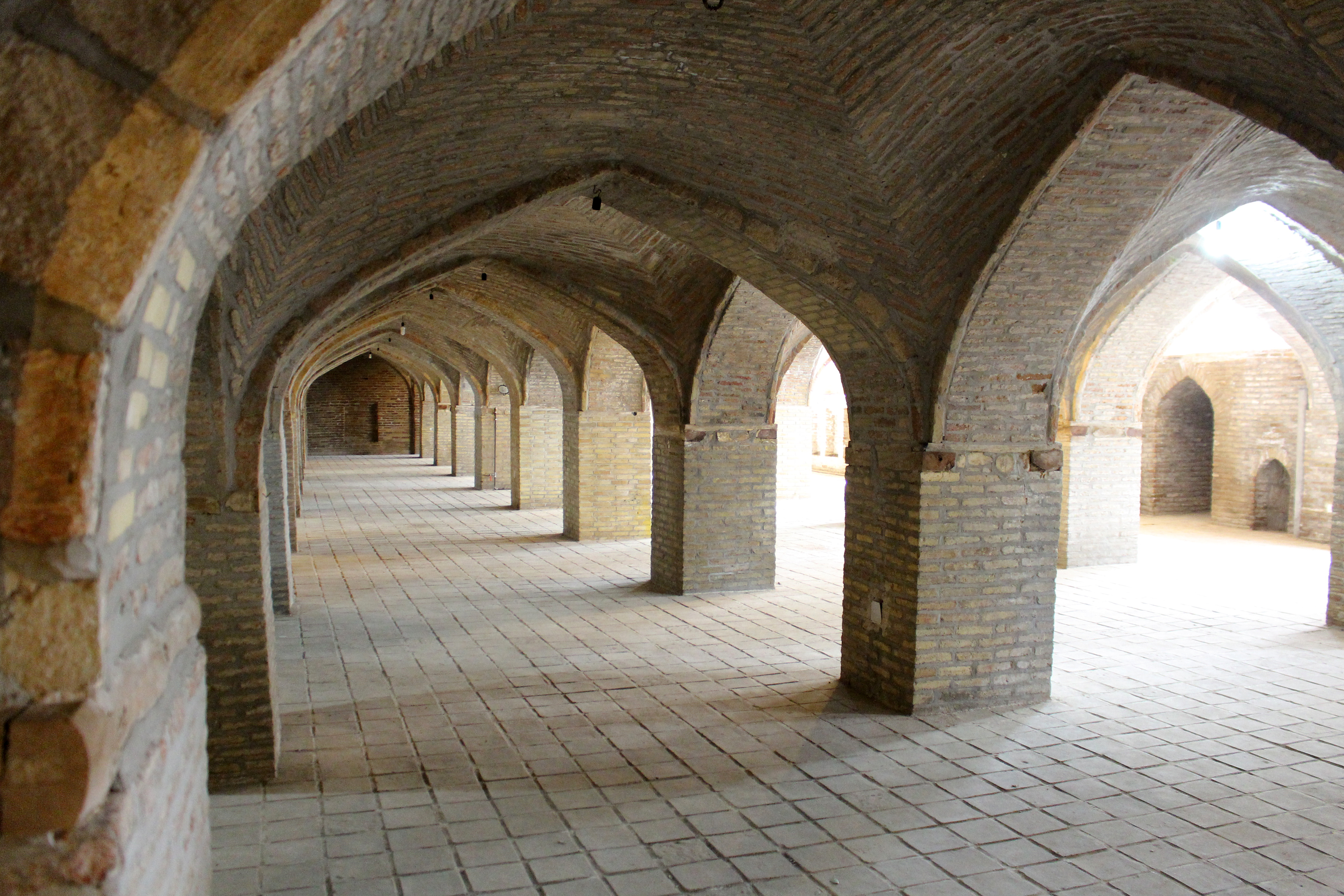
Chabestan.
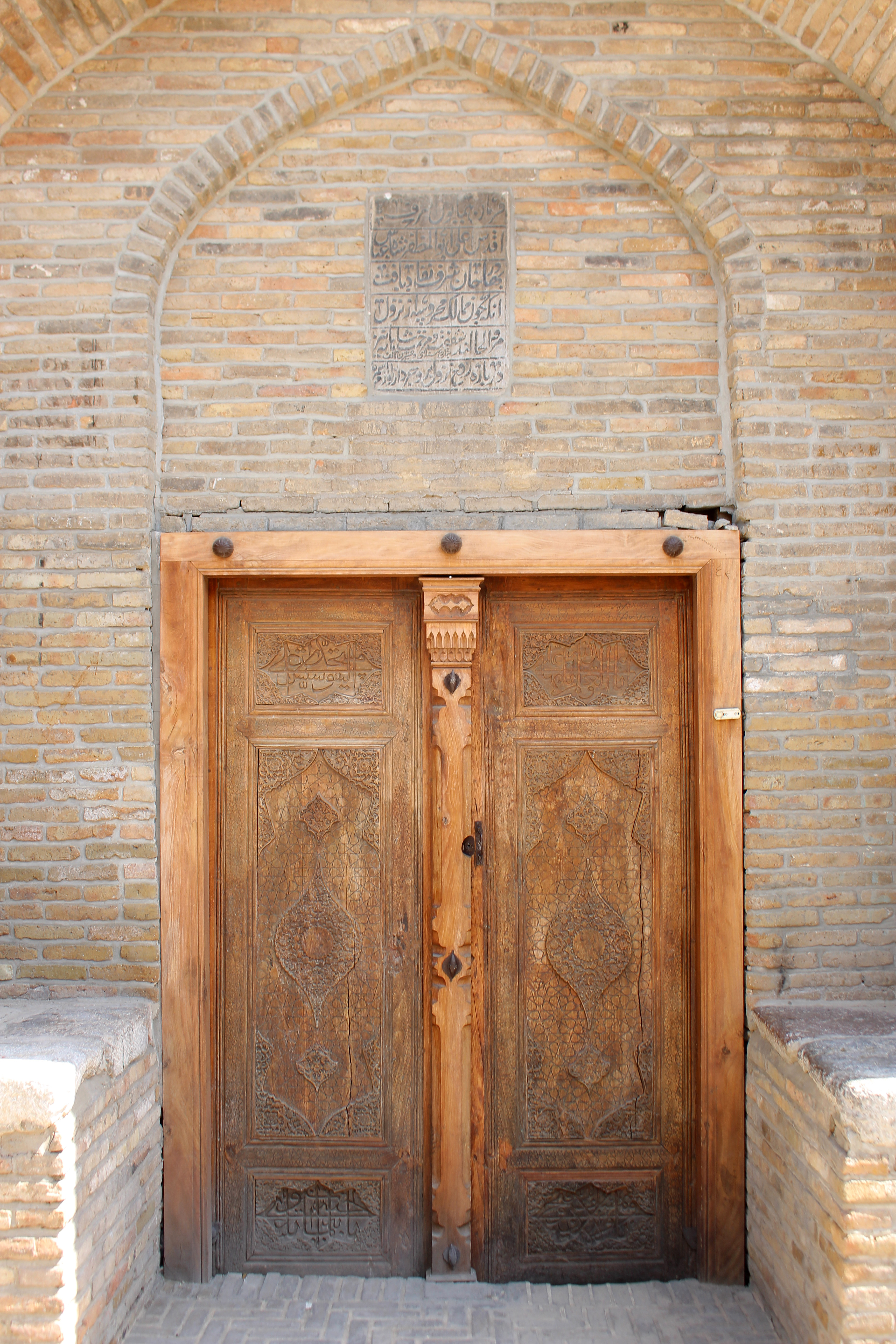
Porte d'intérieur.
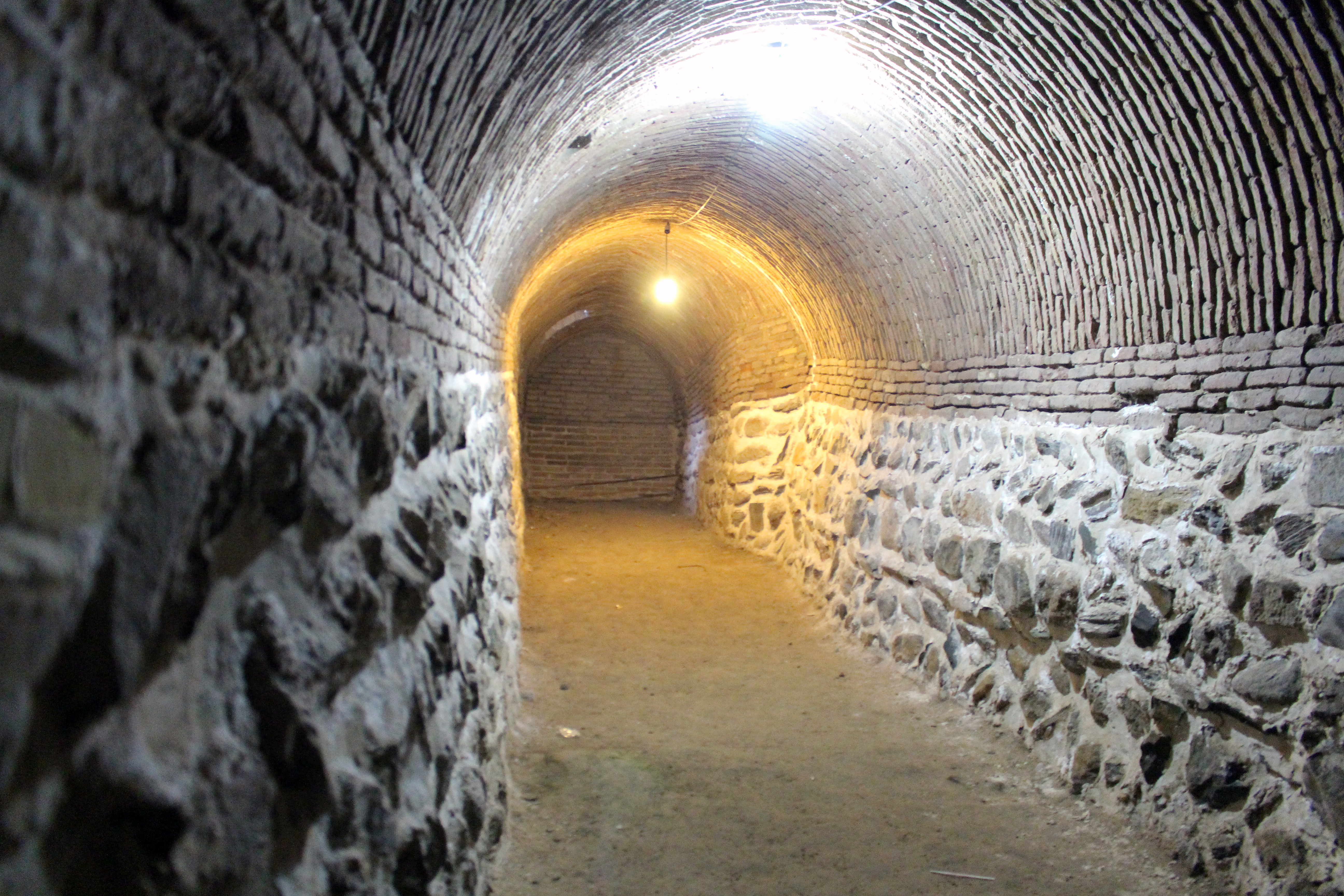
Voûte et tunnel sous la mosquée.